# Gremolata
La gremolata ou gremolada (de la langue lombarde gremolà, « réduire en grains ») est une persillade italienne utilisée pour assaisonner traditionnellement l'osso buco ainsi que d'autres viandes blanches. On s'en sert également pour parfumer les pâtes.
Elle est composée d'un hachis de persil et d'ail, d'huile d'olive et de zestes râpés de citron ou d'orange.
La gremolata s'ajoute en fin de cuisson : elle termine aussi la décoration de l'assiette.
Certaines recettes y incorporent du romarin frais haché ou un filet d'anchois, telles la denominazione comunale (De.Co.) (it).